# Caroline de Hesse-Cassel
Ne doit pas être confondu avec Louise-Caroline de Hesse-Cassel.
Caroline Wilhelmina Sophia de Hesse-Cassel, née le 10 mai 1732 à Cassel et morte le 22 mai 1759 à Zerbst est une princesse d'Anhalt-Zerbst.

## Biographie
Caroline de Hesse-Cassel est la fille du prince Maximilien de Hesse-Cassel et de Friederike Charlotte de Hesse-Darmstadt. 
Le 17 novembre 1753, elle épouse Frédéric-Auguste d'Anhalt-Zerbst à Zerbst, devenant ainsi sa première épouse et princesse consort de la Principauté d'Anhalt-Zerbst. Le mariage est sans enfant.